# أفلام والت ديزني
أفلام والت ديزني (بالإنجليزية: Walt Disney Pictures)‏ هو استوديو سينمائي أمريكي تملكها شركة والت ديزني. « أفلام وتلفزيون والت ديزني » (Walt Disney Pictures and Television) هي شركة تابعة لاستوديوهات والت ديزني (Walt Disney Studios) وهي الشركة الرئيسية لإنتاج الأفلام السينمائية العادية من ضمن مجموعة والت ديزني موشن بيكشرز (Walt Disney Motion Pictures Group)، والتي مقرها في استديوهات والت ديزني. تكتسب وتنتج « أفلام وتلفزيون والت ديزني » إنتاجات التي يتم إصدارها تحت رايات أفلام والت ديزني و‌توتشستون بيكشرز (Touchstone Pictures). شركات غريت أوهكس (Great Oaks)، و‌كارافان بيكشرز (Caravan Pictures)، و‌جيري بروكهايمر (Jerry Bruckheimer)، و‌مارفل ستوديوز (Marvel Studios)، و‌إميج موفرز ديجيتيل (ImageMovers Digital)، و‌سبايغلاس إنترتينمنت (Spyglass Entertainment)، و‌والدن ميديا (Walden Media)، و‌ماندفل فيلمز (Mandeville Films)، و‌غان فيلمز (Gunn Films) و‌ذا جيم هينسون كومباني (The Jim Henson Company) كانوا في السنوات الأخيرة شركاء الإنتاج لـ « أفلام وتلفزيون والت ديزني » الأنجح تجارياً.
الأفلام المتحركة التي تنتجها إستوديوهات والت ديزني لفن التحريك (Walt Disney Animation Studios)، و‌بيكسار أنيمايشن ستوديوز (Pixar Animation Studios)، و‌إميج موفرز ديجيتيل، و‌ديزني تون ستوديوز (DisneyToon Studios) عادةً ما تصدر قبل أفلام والت ديزني تحت راية « ديزني ». الاستثناءات تشمل أفلام مثل من نصب مكيدة على روجر رابت (Who Framed Roger Rabbit) و‌الكبوس قبل عيد الميلاد (The Nightmare Before Christmas) التي تم إصدارهما في الأصل تحت طباعة « توتشستون » الخاصة بديزني (ولكن تم إعادة إصدار فيلم الكبوس قبل عيد الميلاد تحت راية ديزني التقليدية منذ ذلك الحين). وتعتبر هذاين الفيلمين أكثر مثل أفلام « ديزني » بالمقارنة مع الغير من أفلام توتشستون بيكشرز.
أفلام والت ديزني هو جدير ذكر كونه الاستوديو السينمائي الوحيد الذي لديه ثلاثة أفلام متجاوزة المليار دولار في الإيرادات، ويجري أن العنوين هي قراصنة الكاريبي: صندوق الرجل الميت (Pirates of the Caribbean: Dead Man's Chest؛ 2006)، و‌أليس في بلاد العجائب (Alice in Wonderland؛ 2010)، وحكاية لعبة 3 (Toy Story 3؛ 2010). وبالإضافة إلى ذلك، ديزني هو استوديو هوليوود الكبرى الوحيد الذي نشر فيلمين في سنة واحدة (أليس في بلاد العجائب وحكاية لعبة 3) التي كل واحد منهما تراكم أكثر من مليار دولار في شباك التذاكر في جميع أنحاء العالم.

## التوزيع
استوديو أفلام والت ديزني يوزع معظم أفلامه الخاصة على الصعيد الدولي (مع عدد قليل من الأفلام المستثناة في كندا)، عبر والت ديزني ستوديوز موشن بيكشرز (Walt Disney Studios Motion Pictures)، المعروف سابقاً كــبوينا فيستا للتوزيع (Buena Vista Distribution). عدد محدد للغاية من أفلام استوديو أفلام والت ديزني يوزع في كندا من قبل امتياز آخر مبلغه مليار دولار، والمعروف باسم آلاينس فيلمز (Alliance Films) مع حقوق الدي في دي لشركة يونيفرسل ستوديوز هوم إنترتينمنت (Universal Studios Home Entertainment)، وعادةً للأفلام في إطار شركة ميراماكس فيلمز (Miramax Films)، والتي تم بيعها مؤخراً من قبل أفلام والت ديزني للمستثمرين.
في روسيا، و‌المكسيك، و‌البرازيل، و‌تايلاند، و‌سنغافورة، و‌الفلبين يتم توزيع أفلام الخاصة باستوديو أفلام والت ديزني بواسطة شركة سوني بيكتشرز إنترتينمنت (Sony Pictures Entertainment).‏
في تركيا، يتم توزيع أفلام الخاصة باستوديو أفلام والت ديزني بواسطة شركة يونايتد إنترناشنل بيكشرز (United International Pictures).

## الشعار

الشعار الحالي لأفلام والت ديزني كما يظهر قبل كل فيلم

شعار أفلام والت ديزني معرب نادر

في عام 2006، مع إطلاق فيلم قراصنة الكاريبي: صندوق الرجل الميت، ظهر شعار أفلام والت ديزني الجديد الذي يضم صور رسوميات حاسوبيّة من تطوير شركة ويتا ديجيتيل (Weta Digital). وكان مارك مانسينا (Mark Mancina) وراء موسيقى الشعار الجديد، والتي ألحنها مقتبس عن أغنية « اهمس حلمك للنجوم » (”When You Wish upon a Star“).‏